# Fidelis Andria 2018
Società Sportiva Fidelis Andria 1928 – włoski klub sportowy, mający swą siedzibę w Andrii, w Apulii. Klub został założony w 1971, jako A.S Fidelis Andria. W sezonie 2006/2007, Andria BAT gra w Serie C. Przez wiele lat drużyna grała w Serie B (ostatni raz w 1999 roku) i Serie C1. Barwy strojów to biały i niebieski.
BAT oznacza skrót od Barletta-Andria-Trani, czyli trzech włoskich miast. Lokalne drużyny postanowiły połączyć siły i założyć jeden duży klub, który reprezentowałby cały region, a nie jedno miasto. W ten sposób klub ma dużo większe szanse na lepsze wyniki w lidze. Innym przykładem takiego klubu włoskiego jest U.C. AlbinoLeffe – powstał po połączeniu klubów z miast Albino i Leffe. Jeżeli chodzi o kluby zagraniczne, dobrym przykładem jest FC Midtjylland z Danii.